# Arroyo Luche

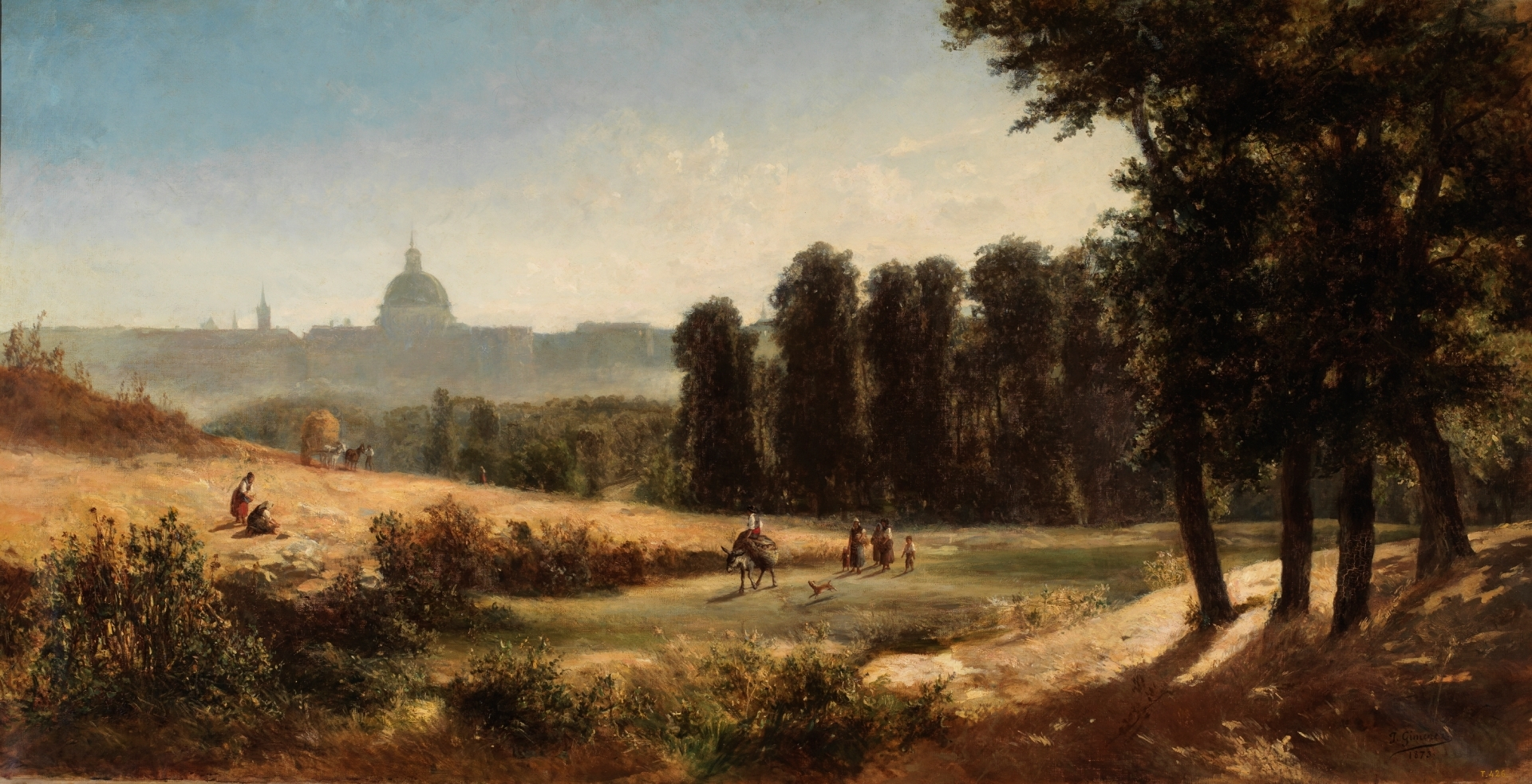
Vista de las huertas cercanas al Arroyo Luche (cuadro de 1873)

El Arroyo Luche, afluente del río Manzanares, corría por el barrio de Aluche, el barrio de Lucero y el barrio de Puerta del Ángel. De hecho, parece ser que una interpretación equívoca de los mapas en los que figuraba, es la que da origen al primero de estos barrios ya que figuraba como A.Luche o, simplemente, A Luche.
Canalizado durante el transcurso de la década de los cincuenta desapareció de las calles y zonas por las que discurría (parque Aluche, calle de Cebreros y calle de Sepúlveda). Su desembocadura al río Manzanares la hacía por el tramo final de esta última, a la altura del polideportivo La Ermita.